# Lijst van Italiaanse ministers van Volksgezondheid

## Ministers van Volksgezondheid van Italië (1958–heden)
| Minister van Volksgezondheid | Minister van Volksgezondheid | Minister van Volksgezondheid       | Ambtstermijn                          | Ambtstermijn     | Partij(en)                  | Premier(s)                       | Kabinet(en)    |
| ---------------------------- | ---------------------------- | ---------------------------------- | ------------------------------------- | ---------------- | --------------------------- | -------------------------------- | -------------- |
|                              | Vincenzo Monaldi             | Vincenzo Monaldi (1899–1969)       | 1 juli 1958                           | 15 februari 1959 | DC                          | Amintore Fanfani (1958–1959)     | Fanfani II     |
|                              | Camillo Giardina             | Camillo Giardina (1907–1985)       | 15 februari 1959                      | 20 februari 1962 | DC                          | Antonio Segni (1959–1960)        | Segni II       |
| Fernando Tambroni (1960)     | Camillo Giardina             | Camillo Giardina (1907–1985)       | 15 februari 1959                      | 20 februari 1962 | DC                          | Tambroni                         |                |
| Amintore Fanfani (1960–1963) | Camillo Giardina             | Camillo Giardina (1907–1985)       | 15 februari 1959                      | 20 februari 1962 | DC                          | Fanfani III                      |                |
| Amintore Fanfani (1960–1963) |                              | Angelo Raffaele Jervolino          | Angelo Raffaele Jervolino (1890–1985) | 20 februari 1962 | 5 december 1963             | DC                               | Fanfani IV     |
| Giovanni Leone (1963)        | Leone I                      | Angelo Raffaele Jervolino          | Angelo Raffaele Jervolino (1890–1985) | 20 februari 1962 | 5 december 1963             | DC                               |                |
|                              | Giacomo Mancini              | Giacomo Mancini (1916–2002)        | 5 december 1963                       | 22 juli 1964     | PSI                         | Aldo Moro (1963–1968)            | Moro I         |
|                              | Luigi Mariotti               | Luigi Mariotti (1912–2004)         | 22 juli 1964                          | 24 juni 1968     | PSI                         | Aldo Moro (1963–1968)            | Moro II        |
| Moro III                     | Luigi Mariotti               | Luigi Mariotti (1912–2004)         | 22 juli 1964                          | 24 juni 1968     | PSI                         | Aldo Moro (1963–1968)            |                |
|                              | Ennio Zelioli-Lanzini        | Ennio Zelioli- Lanzini (1899–1976) | 24 juni 1968                          | 12 december 1968 | DC                          | Giovanni Leone (1968)            | Leone II       |
|                              | Camillo Ripamonti            | Camillo Ripamonti (1919–1997)      | 12 december 1968                      | 27 maart 1970    | DC                          | Mariano Rumor (1968–1970)        | Rumor I        |
| Rumor II                     | Camillo Ripamonti            | Camillo Ripamonti (1919–1997)      | 12 december 1968                      | 27 maart 1970    | DC                          | Mariano Rumor (1968–1970)        |                |
|                              | Luigi Mariotti               | Luigi Mariotti (1912–2004)         | 27 maart 1970                         | 18 februari 1972 | PSI                         | Mariano Rumor (1968–1970)        | Rumor III      |
| Emilio Colombo (1970–1972)   | Luigi Mariotti               | Luigi Mariotti (1912–2004)         | 27 maart 1970                         | 18 februari 1972 | PSI                         | Colombo                          |                |
|                              | Athos Valsecchi              | Athos Valsecchi (1919–1985)        | 18 februari 1972                      | 26 juni 1972     | DC                          | Giulio Andreotti (1972–1973)     | Andreotti I    |
|                              | Remo Gaspari                 | Remo Gaspari (1921–2011)           | 26 juni 1972                          | 7 juli 1973      | DC                          | Giulio Andreotti (1972–1973)     | Andreotti II   |
|                              | Luigi Gui                    | Luigi Gui (1914–2010)              | 7 juli 1973                           | 14 maart 1974    | DC                          | Mariano Rumor (1973–1974)        | Rumor IV       |
|                              | Vittorino Colombo            | Vittorino Colombo (1925–1996)      | 14 maart 1974                         | 24 november 1974 | DC                          | Mariano Rumor (1973–1974)        | Rumor V        |
|                              | Antonino Gullotti            | Antonino Gullotti (1922–1989)      | 24 november 1974                      | 12 februari 1976 | DC                          | Aldo Moro (1974–1976)            | Moro IV        |
|                              | Luciano Dal Falco            | Luciano Dal Falco (1925–1992)      | 12 februari 1976                      | 12 maart 1978    | DC                          | Aldo Moro (1974–1976)            | Moro V         |
| Giulio Andreotti (1976–1979) | Luciano Dal Falco            | Luciano Dal Falco (1925–1992)      | 12 februari 1976                      | 12 maart 1978    | DC                          | Andreotti III                    |                |
| Giulio Andreotti (1976–1979) |                              | Tina Anselmi                       | Tina Anselmi (1927–2016)              | 12 maart 1978    | 4 augustus 1979             | DC                               | Andreotti IV   |
| Giulio Andreotti (1976–1979) | Andreotti V                  | Tina Anselmi                       | Tina Anselmi (1927–2016)              | 12 maart 1978    | 4 augustus 1979             | DC                               |                |
|                              | Renato Altissimo             | Renato Altissimo (1940–2015)       | 4 augustus 1979                       | 4 april 1980     | PLI                         | Francesco Cossiga (1979–1980)    | Cossiga I      |
|                              | Aldo Aniasi                  | Aldo Aniasi (1921–2005)            | 4 april 1980                          | 28 juni 1981     | PSI                         | Francesco Cossiga (1979–1980)    | Cossiga II     |
| Arnaldo Forlani (1980–1981)  | Aldo Aniasi                  | Aldo Aniasi (1921–2005)            | 4 april 1980                          | 28 juni 1981     | PSI                         | Forlani                          |                |
|                              | Renato Altissimo             | Renato Altissimo (1940–2015)       | 28 juni 1981                          | 4 augustus 1983  | PLI                         | Giovanni Spadolini (1981–1982)   | Spadolini I    |
| Spadolini II                 | Renato Altissimo             | Renato Altissimo (1940–2015)       | 28 juni 1981                          | 4 augustus 1983  | PLI                         | Giovanni Spadolini (1981–1982)   |                |
| Amintore Fanfani (1982–1983) | Renato Altissimo             | Renato Altissimo (1940–2015)       | 28 juni 1981                          | 4 augustus 1983  | PLI                         | Fanfani V                        |                |
|                              | Costante Degan               | Costante Degan (1930–1988)         | 4 augustus 1983                       | 1 augustus 1986  | DC                          | Bettino Craxi (1983–1987)        | Craxi I        |
|                              | Carlo Donat-Cattin           | Carlo Donat- Cattin (1919–1991)    | 1 augustus 1986                       | 22 juli 1989     | DC                          | Bettino Craxi (1983–1987)        | Craxi II       |
| Amintore Fanfani (1987)      | Carlo Donat-Cattin           | Carlo Donat- Cattin (1919–1991)    | 1 augustus 1986                       | 22 juli 1989     | DC                          | Fanfani VI                       |                |
| Giovanni Goria (1987–1988)   | Carlo Donat-Cattin           | Carlo Donat- Cattin (1919–1991)    | 1 augustus 1986                       | 22 juli 1989     | DC                          | Goria                            |                |
| Ciriaco De Mita (1989)       | Carlo Donat-Cattin           | Carlo Donat- Cattin (1919–1991)    | 1 augustus 1986                       | 22 juli 1989     | DC                          | De Mita                          |                |
|                              | Francesco De Lorenzo         | Francesco De Lorenzo (1938)        | 22 juli 1989                          | 20 februari 1993 | PLI                         | Giulio Andreotti (1989–1992)     | Andreotti VI   |
| Andreotti VII                | Francesco De Lorenzo         | Francesco De Lorenzo (1938)        | 22 juli 1989                          | 20 februari 1993 | PLI                         | Giulio Andreotti (1989–1992)     |                |
| Giuliano Amato (1992–1993)   | Francesco De Lorenzo         | Francesco De Lorenzo (1938)        | 22 juli 1989                          | 20 februari 1993 | PLI                         | Amato I                          |                |
| Giuliano Amato (1992–1993)   |                              | Raffaele Costa                     | Raffaele Costa (1936)                 | 22 februari 1993 | 28 april 1993               | Amato I                          | PLI            |
|                              | Mariapia Garavaglia          | Mariapia Garavaglia (1947)         | 28 april 1993                         | 10 mei 1994      | DC (1993–94)                | Carlo Azeglio Ciampi (1993–1994) | Ciampi         |
| PPI (1994)                   | Mariapia Garavaglia          | Mariapia Garavaglia (1947)         | 28 april 1993                         | 10 mei 1994      |                             | Carlo Azeglio Ciampi (1993–1994) | Ciampi         |
|                              | Raffaele Costa               | Raffaele Costa (1936)              | 10 mei 1994                           | 17 januari 1995  | UDC                         | Silvio Berlusconi (1994–1995)    | Berlusconi I   |
|                              | Elio Guzzanti                | Elio Guzzanti (1920–2014)          | 17 januari 1995                       | 17 mei 1996      | O                           | Lamberto Dini (1995–1996)        | Dini           |
|                              | Rosy Bindi                   | Rosy Bindi (1951)                  | 17 mei 1996                           | 25 april 2000    | PPI                         | Romano Prodi (1996–1998)         | Prodi I        |
| Massimo D'Alema (1998–2000)  | Rosy Bindi                   | Rosy Bindi (1951)                  | 17 mei 1996                           | 25 april 2000    | PPI                         | D'Alema I                        |                |
| Massimo D'Alema (1998–2000)  | Rosy Bindi                   | Rosy Bindi (1951)                  | 17 mei 1996                           | 25 april 2000    | PPI                         | D'Alema II                       |                |
|                              | Umberto Veronesi             | Umberto Veronesi (1925–2016)       | 25 april 2000                         | 11 juni 2001     | O                           | Giuliano Amato (2000–2001)       | Amato II       |
|                              | Girolamo Sirchia             | Girolamo Sirchia (1933)            | 11 juni 2001                          | 23 april 2005    | O                           | Silvio Berlusconi (2001–2006)    | Berlusconi II  |
|                              | Francesco Storace            | Francesco Storace (1959)           | 23 april 2005                         | 11 maart 2006    | AN                          | Silvio Berlusconi (2001–2006)    | Berlusconi III |
|                              | Silvio Berlusconi            | Silvio Berlusconi (1936–2023)      | 11 maart 2006                         | 17 mei 2006      | FI                          | Silvio Berlusconi (2001–2006)    | Berlusconi III |
|                              | Livia Turco                  | Livia Turco (1955)                 | 17 mei 2006                           | 8 mei 2008       | DS (2006–07)                | Romano Prodi (2006–2008)         | Prodi II       |
|                              | Livia Turco                  | Livia Turco (1955)                 | 17 mei 2006                           | 8 mei 2008       | DP (2007–08)                | Romano Prodi (2006–2008)         | Prodi II       |
|                              | Ferruccio Fazio              | Ferruccio Fazio (1944)             | 8 mei 2008                            | 16 november 2011 | O                           | Silvio Berlusconi (2008–2011)    | Berlusconi IV  |
|                              | Renato Balduzzi              | Renato Balduzzi (1955)             | 16 november 2011                      | 28 april 2013    | O                           | Mario Monti (2011–2013)          | Monti          |
|                              | Beatrice Lorenzin            | Beatrice Lorenzin (1971)           | 28 april 2013                         | 1 juni 2018      | PdL (2013)                  | Enrico Letta (2013–2014)         | Letta          |
|                              | Beatrice Lorenzin            | Beatrice Lorenzin (1971)           | 28 april 2013                         | 1 juni 2018      | NCD (2013–16)               | Enrico Letta (2013–2014)         | Letta          |
| Matteo Renzi (2014–2016)     | Beatrice Lorenzin            | Beatrice Lorenzin (1971)           | 28 april 2013                         | 1 juni 2018      | Renzi                       |                                  |                |
| NCD (2013–16)                | Beatrice Lorenzin            | Beatrice Lorenzin (1971)           | 28 april 2013                         | 1 juni 2018      | Paolo Gentiloni (2016–2018) | Gentiloni                        |                |
| AP (2017–18)                 | Beatrice Lorenzin            | Beatrice Lorenzin (1971)           | 28 april 2013                         | 1 juni 2018      | Paolo Gentiloni (2016–2018) | Gentiloni                        |                |
|                              | Giulia Grillo                | Giulia Grillo (1975)               | 1 juni 2018                           | 5 september 2019 | M5S                         | Giuseppe Conte (2018–2021)       | Conte I        |
|                              | Roberto Speranza             | Roberto Speranza (1979)            | 5 september 2019                      | 22 oktober 2022  | Art.1                       | Giuseppe Conte (2018–2021)       | Conte II       |
| Mario Draghi (2021–2022)     | Roberto Speranza             | Roberto Speranza (1979)            | 5 september 2019                      | 22 oktober 2022  | Art.1                       | Draghi                           |                |
|                              | Orazio Schillaci             | Orazio Schillaci (1966)            | 22 oktober 2022                       | heden            | O                           | Giorgia Meloni (sinds 2022)      | Meloni         |